# Christian Schmidt

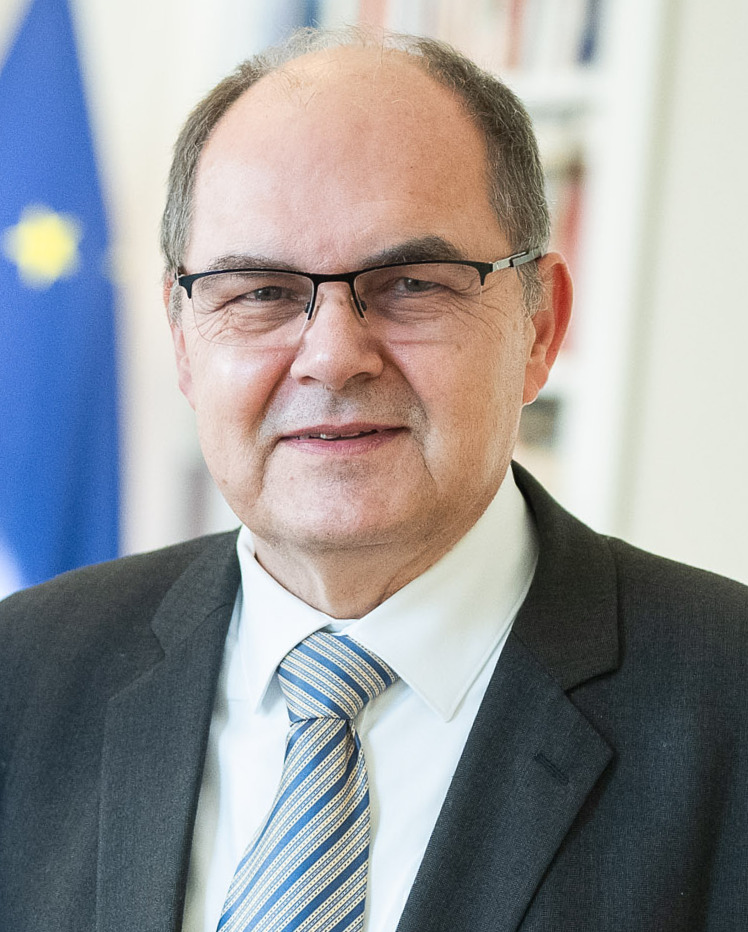
Christian Schmidt (2024)

Hans Christian Friedrich Schmidt (* 26. August 1957 in Obernzenn, Mittelfranken) ist ein deutscher Politiker (CSU) und seit 1. August 2021 Hoher Repräsentant für Bosnien und Herzegowina.
Schmidt war von 1990 bis 2021 Bundestagsabgeordneter, von 2005 bis 2013 Parlamentarischer Staatssekretär im Bundesministerium der Verteidigung und von 2013 bis 2014 in gleicher Funktion beim Bundesministerium für wirtschaftliche Zusammenarbeit und Entwicklung. Er war von 2014 bis 2018 Bundesminister für Ernährung und Landwirtschaft und vom 24. Oktober 2017 bis zur Bildung des Kabinett Merkel IV im März 2018 zudem kommissarischer Bundesminister für Verkehr und digitale Infrastruktur. Im November 2017 stimmte er – entgegen der Weisungslage der Bundesregierung – einer Verlängerung der EU-Zulassung des umstrittenen Pflanzenschutzmittels Glyphosat zu.

## Ausbildung und Beruf
Nach seinem Grundschulbesuch in Obernzenn und seinem Abitur 1976 am Georg-Wilhelm-Steller-Gymnasium in Bad Windsheim leistete Schmidt seinen Grundwehrdienst bei der 1. Gebirgsdivision ab und absolvierte ab 1977 ein Studium der Rechtswissenschaft in Erlangen und Lausanne, das er 1982 mit dem ersten und 1985 mit dem zweiten juristischen Staatsexamen beendete. Er war Stipendiat der Konrad-Adenauer-Stiftung. Von 1985 bis zur Übernahme des Amtes als Parlamentarischer Staatssekretär im Jahr 2005 war er als Rechtsanwalt zugelassen.

## Partei

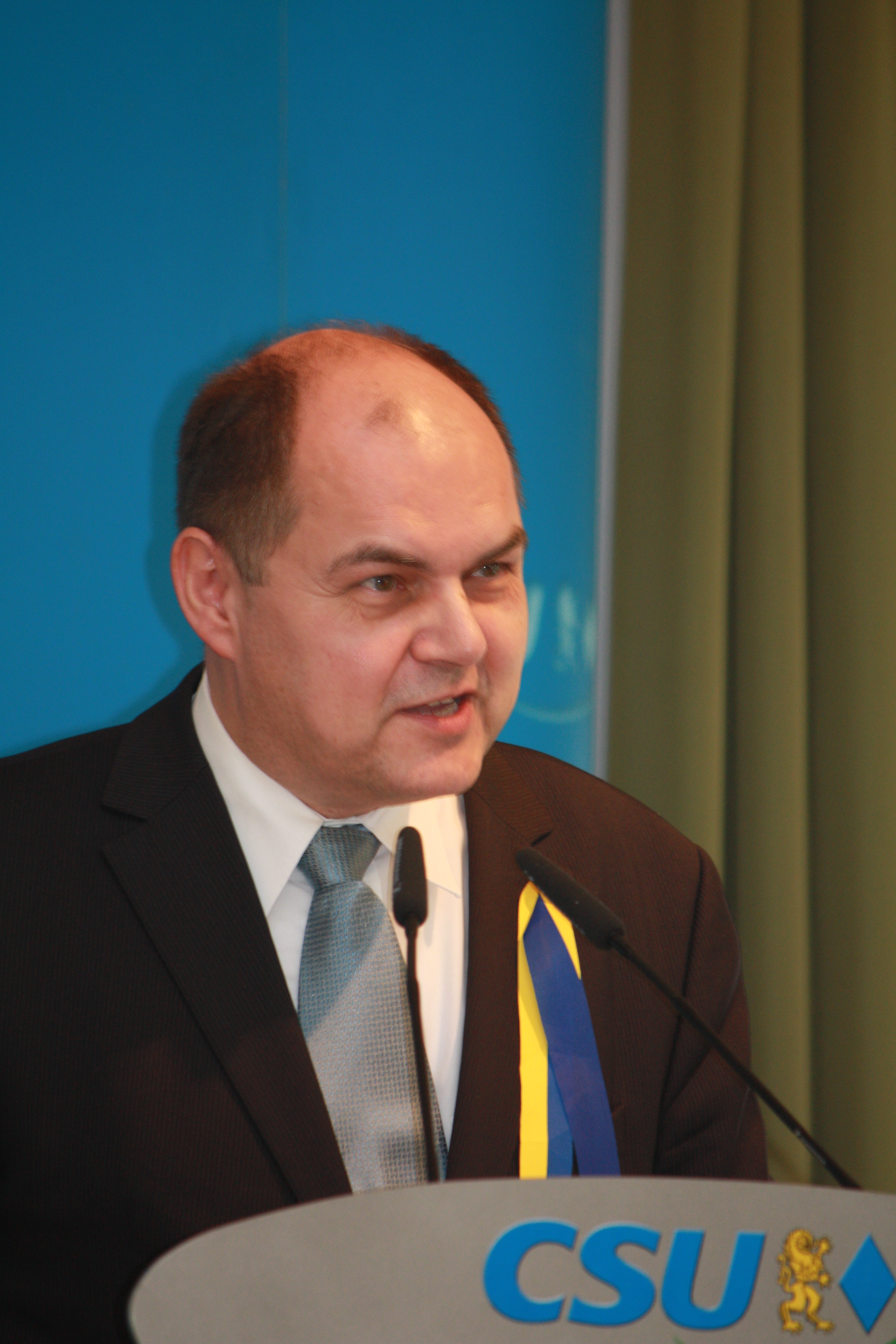
Christian Schmidt (2014)

Schmidt wurde 1974 Mitglied der Jungen Union und der CSU. Er war von 1980 bis 1982 Vorsitzender des JU-Kreisverbandes Neustadt an der Aisch und von 1982 bis 1991 des JU-Bezirksverbandes Mittelfranken.
Schmidt war von 1989 bis 1993 und ist seit 1999 erneut Mitglied des CSU-Landesvorstandes. Von 1999 bis April 2009 war er auch Vorsitzender des CSU-Kreisverbandes Fürth-Stadt. Schmidt ist seit Mai 2010 Landesvorsitzender des Evangelischen Arbeitskreises (EAK) der CSU. Von 2004 bis 2014 war er zudem Landesvorsitzender des Arbeitskreises Außen-, Sicherheits- und Europapolitik (ASP) der CSU. Im Mai 2011 wurde er außerdem stellvertretender Bundesvorsitzender des Evangelischen Arbeitskreises der CDU/CSU.
Schmidt wurde am 8. Oktober 2011 zu einem der stellvertretenden CSU-Vorsitzenden gewählt.

## Abgeordneter
Von 1984 bis 1990 gehörte Schmidt dem Gemeinderat seines Heimatortes Obernzenn und dem Kreistag des Kreises Neustadt an der Aisch – Bad Windsheim an.
Von 1990 bis 2021 war Schmidt Mitglied des Deutschen Bundestages. Er war von 1991 bis 2002 Vorsitzender des AK Arbeitskreises V (Auswärtiges, Verteidigung, Europa) der CSU-Landesgruppe. Von 2002 bis 2005 war er Vorsitzender der Arbeitsgruppe Verteidigung der CDU/CSU-Bundestagsfraktion und deren verteidigungspolitischer Sprecher. Er war zudem Berichterstatter für das Parlamentsbeteiligungsgesetz und zur Frage des Einsatzes der Bundeswehr im Inneren.
Von 1994 bis 1998 war er Vorsitzender der deutsch-israelischen und von 1998 bis 2005 Vorsitzender der deutsch-britischen Parlamentariergruppe. Darüber hinaus war er Mitglied der deutsch-baltischen, der deutsch-kroatischen und der deutsch-tschechischen Parlamentariergruppe sowie Berichterstatter im Parlament für den Deutsch-Tschechoslowakischen Vertrag von 1992 und den Deutsch-Polnischen Nachbarschaftsvertrag von 1991. Der Bundesminister des Auswärtigen berief ihn 1997 in den Beirat des deutsch-tschechischen Gesprächsforums.
Christian Schmidt zog stets als direkt gewählter Abgeordneter des Bundestagswahlkreises Fürth in den Bundestag ein. Bei der Bundestagswahl 2013 erreichte er 49,2 Prozent der Erststimmen. 2017 mit 39,9 % der Erststimmen für den 19. Deutschen Bundestag.
Im 19. Deutschen Bundestag war Schmidt ordentliches Mitglied im Auswärtigen Ausschuss und stv. Mitglied dem Unterausschuss Auswärtige Kultur- und Bildungspolitik.
Nach seiner Wahl zum Hoher Repräsentant für Bosnien und Herzegowina zog Christian Schmidt seine Bewerbung als Kandidat für die CSU im Wahlkreis Fürth zurück und schied nach Ende der 19. Wahlperiode aus dem Bundestag aus.

## Öffentliche Ämter

### Staatssekretär

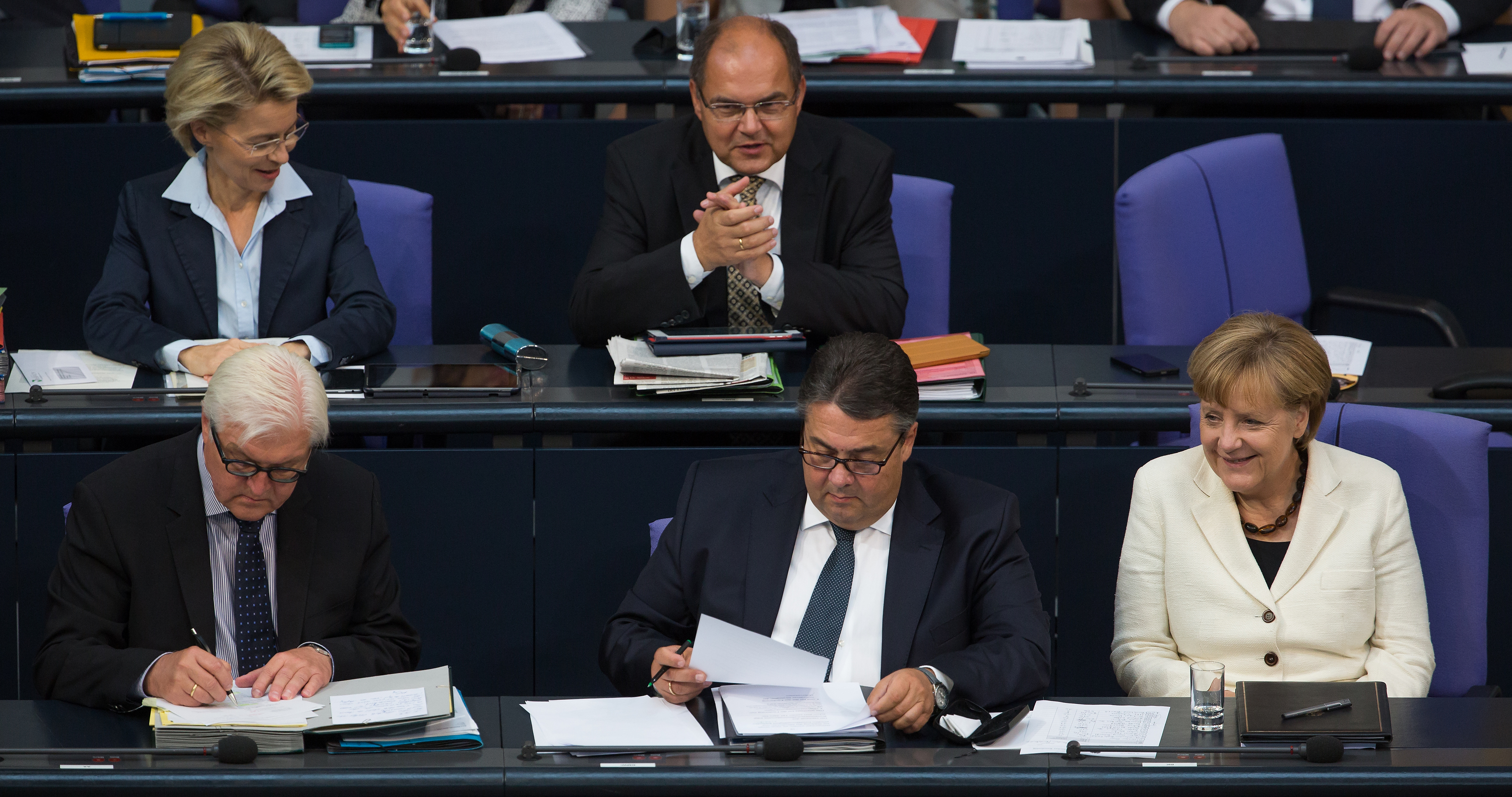
Christian Schmidt auf der Bank der Bundesregierung im Deutschen Bundestag neben Ursula von der Leyen, im Vordergrund Angela Merkel, Sigmar Gabriel und Frank-Walter Steinmeier, 2014

Ab dem 23. November 2005 war Schmidt Parlamentarischer Staatssekretär im Bundesministerium der Verteidigung. In dieser Zeit arbeitete er unter den Ministern Franz Josef Jung, Karl-Theodor zu Guttenberg und Thomas de Maizière. In Schmidts Amtszeit fallen unter anderem der Streit um eine Rehabilitierung des Inspekteurs der Jagdflieger im Zweiten Weltkrieg Werner Mölders (2007), die Neuausrichtung der Bundeswehr (seit 2010) und der Rücktritt zu Guttenbergs als Folge der Plagiatsaffäre, den er anfangs gegen die Vorwürfe verteidigte.
Christian Schmidt hat sich maßgeblich für die Einrichtung und ausreichende Finanzierung der sogenannten „Härtefall-Stiftung“ eingesetzt. Durch diese Stiftung, die unter dem Dach des Soldatenhilfswerks im Mai 2012 gegründet wurde, soll in besonderen Härtefällen, die auf Grund der Ausübung der dienstlichen Pflichten entstanden sein könnten, eine gewisse Unterstützung – auch außerhalb des geltenden Versorgungsrechts – ermöglicht werden.
In der Regierung Merkel III wechselte Schmidt 2013 als Staatssekretär in das Bundesministerium für wirtschaftliche Zusammenarbeit und Entwicklung.

### Bundesminister
Am 17. Februar 2014 trat Schmidt die Nachfolge von Hans-Peter Friedrich als Bundesminister für Ernährung und Landwirtschaft an. Ab 24. Oktober 2017 war Schmidt auch kommissarisch Bundesverkehrsminister, nachdem Alexander Dobrindt dieses Amt nach seiner Wahl zum Vorsitzenden der CSU-Landesgruppe im Deutschen Bundestag aufgegeben hatte.

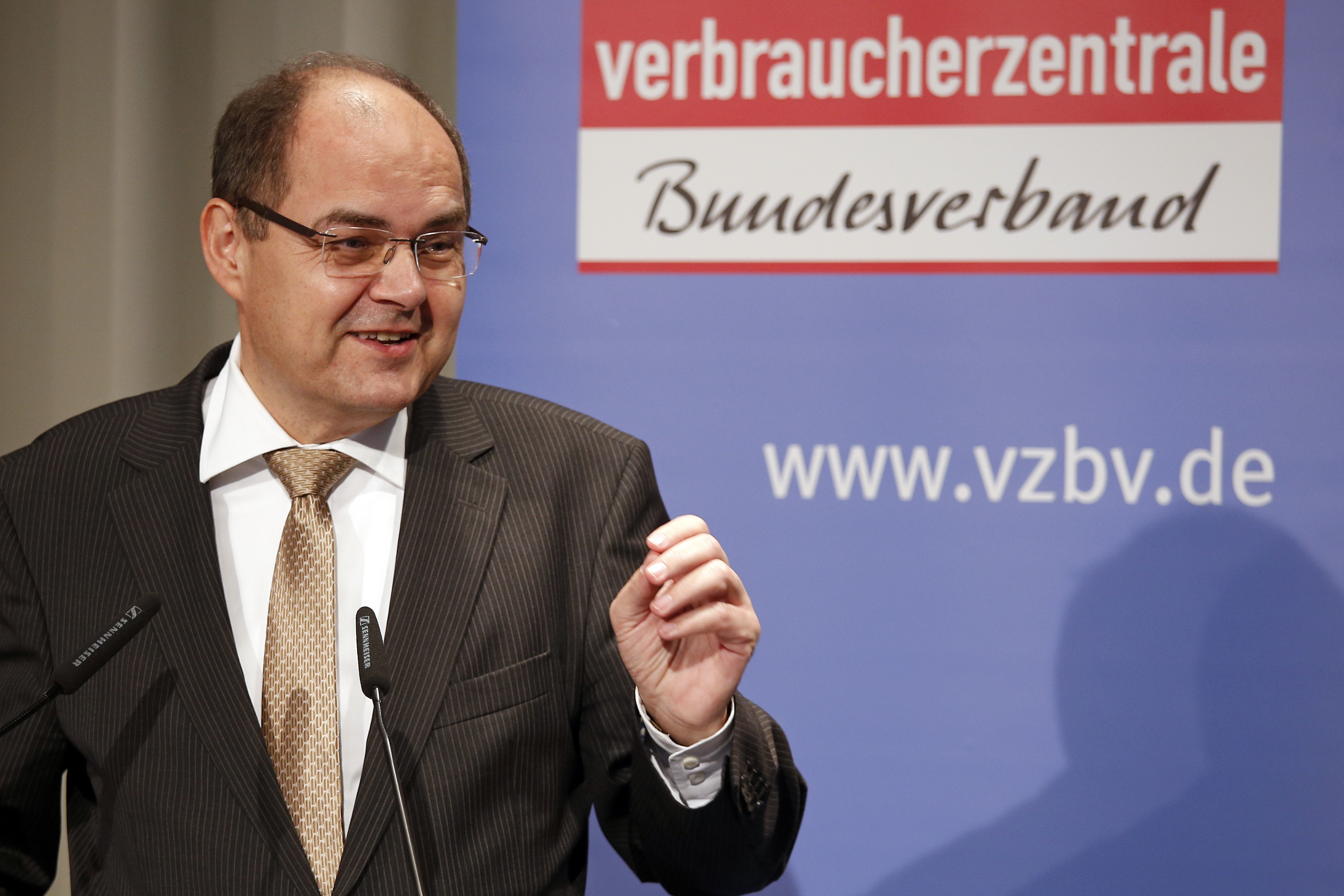
Christian Schmidt (2016) beim Verbraucherzentrale Bundesverband (vzbv)

Im November 2017 stimmte Schmidt als deutscher Minister bei der EU einer Verlängerung der EU-weiten Zulassung des umstrittenen Herbizides Glyphosat um fünf Jahre zu, obwohl aufgrund eines Vetos von Umweltministerin Barbara Hendricks (SPD) nach der Geschäftsordnung der Bundesregierung eine Enthaltung vorgesehen war. Die Stimmen Deutschlands waren ausschlaggebend für die Verlängerung der EU-Zulassung von Glyphosat durch die EU. Das deutsche Landwirtschaftsministerium wies darauf hin, dass die EU-Kommission ohnehin in jener Woche die Lizenz erneuert hätte. Schmidt habe als Gegenleistung für seine Zustimmung mehrere Punkte für Deutschland ausgehandelt. So solle die Rolle von Biodiversität und Tierschutz gestärkt werden, über Gefahren weiter aufgeklärt und Genehmigungsverfahren verbessert werden. Diese Punkte finden sich in einem Anhang der Durchführungsverordnung. Schmidt erklärte zudem im TV-Sender ARD, er wolle den Einsatz von Glyphosat „sehr stark reglementieren“ und ein Verbot der Privatanwendung prüfen.
Bundeskanzlerin Angela Merkel stellte am folgenden Tag fest, die Zustimmung trotz Veto von Umweltministerin Hendricks sei ein Verstoß gegen die Geschäftsordnung der Bundesregierung und rügte Schmidt für sein Verhalten. Die Zustimmung habe „nicht der Weisungslage, die von der Bundesregierung ausgearbeitet war“ entsprochen. Nach Informationen von WDR, NDR und Süddeutscher Zeitung war die Zustimmung des Landwirtschaftsministeriums trotz fehlender Beschlusslage der Regierung sowie widersprechendem Koalitionsvertrag von CDU/CSU und SPD monatelang vorbereitet worden; auch CSU-Chef Horst Seehofer sei über das Vorgehen informiert gewesen. Demnach erhielt Schmidt bereits seit Juli 2017 Empfehlungen vom Fachreferat für Pflanzenschutz dahingehend, überprüfen zu lassen, ob man auch ohne Zustimmung des Umweltministeriums der Verlängerung zustimmen könne. Mehrere Wochen später bat das Fachreferat für Pflanzenschutz darum, Kanzlerin Merkel davon zu überzeugen, ihre Richtlinienkompetenz für die Entscheidung zu nutzen, und im Oktober drängte die Fachabteilung auf „Zustimmung ohne ressortabgestimmte Haltung“.
Die SPD zeigte sich empört über Schmidts Entscheidung und sprach von „Vertrauensbruch“. Oppositionspolitiker kritisierten das Vorgehen als „Lobby-Entscheidung“ für Monsanto und die Bayer AG, die den Glyphosat-Produzenten Monsanto übernehmen wollte. Der Umweltschutzverband BUND sprach von einem „beispiellosen Foulspiel“.
Katrin Zinkant von der Süddeutschen Zeitung nannte die Neuzulassung von Glyphosat hingegen „richtig“, da sie ein „erste[r] Schritt Richtung Agrarwende“ sei. Es ginge um mehr als nur Glyphosat, sondern um einen Abschied „vom mit Chemie überfrachteten Ackerbau, den niemand mehr will“. Holger Romann vom Bayerischen Rundfunk nannte die Entscheidung „überraschend, vernünftig, überfällig“, weil damit ein ewiges Drama „auf der EU-Bühne“ beendet wurde, auf eine Weise, wie es die EU-Kommission ziemlich kurz darauf auch aus Befürchtungen vor Schadensersatzklagen der Hersteller sicher ohnehin getan hätte. „Die Landwirte haben Planungssicherheit, und die zwischenzeitlich hysterische Debatte, die uns Verbraucher nur verängstigt hat, wird sich hoffentlich beruhigen.“
Schmidt selbst kommentierte sein Vorgehen lapidar mit den Worten: „So isser, der Schmidt“.

## Hoher Repräsentant
Am 27. Mai 2021 wurde Christian Schmidt auf Vorschlag der deutschen Bundesregierung vom Lenkungsausschuss des Rates zur Umsetzung des Dayton-Friedensabkommens (Peace Implementation Council, PIC) in Sarajevo zum Hohen Repräsentanten für Bosnien und Herzegowina gewählt. Dabei stimmten 54 von 55 Ländern seiner Wahl zu – Russland stimmte dagegen. Aufgabe des Hohen Repräsentanten ist die Überwachung des Dayton-Friedensabkommens, wozu er über weitreichende Vollmachten in der Gesetzgebung und bei der Besetzung und Abberufung von öffentlichen Ämtern verfügt.
Schmidts Amtsführung war wiederholt Kritik ausgesetzt. Ein Wutausbruch bei einer Pressekonferenz am 17. August 2022 angesichts ihm missfallender Fragen von Journalisten sorgte für Aufsehen, vereinzelt wurde seine Eignung für das Amt in Zweifel gezogen. Besonders wurde seine rückwirkende Änderungen am Wahlgesetz nach den Wahlen in Bosnien und Herzegowina am 2. Oktober 2022 kritisiert.

### Wahlrechtsreform 2022
Zu Schmidts Prioritäten zählen die Reformierung der Wahlgesetzgebung und der Verfassung Bosnien-Herzegowinas.
Nach Ende der Stimmabgabe bei den Wahlen in Bosnien und Herzegowina 2022 setzte Schmidt rückwirkende Änderungen am Wahlgesetz durch, was viel nationalen und internationalen Protest hervorrief. Die Kritik betrifft unter anderem eine starke Verzerrung des Stimmgewichts entlang ethnischer Gruppen im Haus der Völker der Föderation Bosnien und Herzegowina (FBiH). Profiteur der Wahlrechtsänderungen ist vor allem die in der EVP mit Schmidts Partei CSU verbundene Partei HDZ BiH in den mehrheitlich kroatisch bevölkerten Kantonen.
Gemäß dem investigativen Journalist Avdo Avdić sowie zahlreichen internationalen Medien hatte Schmidt über die CSU und vor allem durch seine Funktion als langjähriger Schatzmeister der EVP (Europäische Volkspartei) bereits lange vor seiner Wahl zum Hohen Repräsentanten enge Kontakte zur bosnischen HDZ (Hrvatska demokratska zajednica Bosne i Hercegovine). Intensiver sind die Kontakte zur kroatischen Hrvatska demokratska zajednica (HDZ) des kroatischen Ministerpräsidenten Andrej Plenković und dem serbischen Präsidenten Aleksandar Vučić und dessen Partei Serbische Fortschrittspartei, der als enger Alliierter von Milorad Dodik auftritt, der für eine Sezession des Landesteils Republika Srpska von Bosnien-Herzegowina und dessen Anschluss an Serbien eintritt.
Sowohl die HDZ BiH als auch die HDZ Kroatien und die serbische SNS sind Mitgliedsparteien der Europäischen Volkspartei (EVP).

### Wahlrechtsreformplan vor den Wahlen 2022
Bereits vor den Wahlen äußerte sich Schmidt unter anderem zum Wahlrecht. Im Juli 2022 attestierte er, dass in der Konkordanzdemokratie Bosnien-Herzegowina „die zentralen Institutionen des Landes – die Regierung der bosniakisch-kroatischen Föderation und das Verfassungsgericht – durch die Blockadetaktik der Parteien gelähmt“ seien. Er erklärte, er wolle „das geltende Wahlrecht [Bosnien-Herzegowinas] nicht ändern“, habe sich aber vorgenommen, „bei verschiedenen kleineren Fragen einen richtigen Weg zu finden“.
Gemäß dem Politikwissenschaftler Daniel Bochsler (Central European University) versuchte Schmidt bereits vor den Wahlen 2022 eine Wahlrechtsreform per Dekret durchzusetzen, nahm davon aber nach aufkommender Kritik
an den geleakten Plänen Abstand. Bochsler kritisierte Schmidt, er habe „viele Probleme weniger ernst genommen und sich dann auf eines gestürzt“ sowie eine einseitige Begünstigung der bosnischen Kroaten. Des Weiteren hätte die Wahlrechtsreform das Partizipationsproblem der Juden und Roma nicht gelöst.
Der Schweizer Politikwissenschaftler Adis Merdžanović (Zürcher Hochschule für Angewandte Wissenschaften) kritisierte eine Wahlrechtsreform „mitten im Wahlkampf die Regeln ändern“ als „höchst unüblich“ und bedenklich. Des Weiteren kritisierte Merdžanović, der Plan stärke nicht gleichermaßen die aktiven und passiven Wahlrechte aller Volksgruppen. Die avisierte Dreiprozenthürde für die Entsendung von Volksgruppenvertretern bedeute, dass in manchen Kantonen einige Bürger nicht mehr in den Parlamentskammern vertreten seien, und treibe damit die Diskriminierung voran. Merdžanović kritisierte, eine Wahlrechtsreform, von der nur eine ethnische Seite profitiere, würde die Machtbalance aktiv verändern, „was dem 'Power-Sharing' nicht gerade entgegenkommt“, und forderte, Schmidt solle sich in Reformen mehr an den Urteilen des Europäischen Gerichtshofs für Menschenrechte (EGMR) orientieren. Merdžanović mutmaßt, Schmidt werde von HDZ BiH erpresst, die mit Boykotten der bosnisch-kroatischen Institutionen drohe.
Der Politikwissenschaftler Jasmin Mujanović forderte im August 2022 Schmidt zum Rücktritt auf. Er habe durch seine Wahlrechtsreformpläne, die laut Mujanović auf einem Text aus der kroatischen Hauptstadt Zagreb basieren und die Urteile des EGMR ignorieren, sowie durch unterschiedliche Behandlung von bosnischen und kroatischen Reportern „die Integrität des Hohen Repräsentanten für Bosnien und Herzegowina als unparteiischer Schiedsrichter […] beschädigt“. Gemäß dem Dayton-Friedensabkommen sei der Hohe Repräsentant nicht befugt, aktiv in die autonomen Rechtssysteme der Landesteile einzugreifen, sondern diese nur zu kontrollieren.
Der Bundestagsabgeordnete Adis Ahmetovic (SPD) kritisierte im Sommer 2022 ebenfalls, eine Wahlrechtsreform kurz vor den Wahlen „hätte die ethnische Spaltung des Landes weiter zementiert“ und forderte eine Wahlrechtsreform nach den Wahlen. Der Abgeordnete Michael Brand (CDU) kritisierte seinen ehemaligen Fraktionskollegen aufgrund seiner Handlungen, damit habe Schmidt „kurz vor den Wahlen schweren Schaden angerichtet und massiv Vertrauen verspielt“.

### Wahlrechtsreform am Wahltag 2022
Schmidt änderte während der Auszählung der Wahlzettel per Dekret das Wahlrecht des Landesteils der „Föderation Bosnien-Herzegowina“.
Politikwissenschaft und -analyse
Gemäß dem Politikwissenschaftler Daniel Bochsler sei der Änderungszeitpunkt des Wahlrechts seitens von Schmidt „äußerst problematisch [und] widerspreche den gängigen Standards“. „Eine Änderung im Nachhinein ist erst recht inakzeptabel. Das ist eine Geringschätzung des demokratischen Prozesses“. Damit gewährte Schmidt „[…] den neugewählten Institutionen gar nicht die Möglichkeit gegeben, eine Lösung zu suchen […]“.
Laut dem Politikwissenschaftler Vedran Džihić des Österreichischen Instituts für Internationale Politik bzw. Lektor der Universität Wien basiere Schmidts Wahlreform auf dem Lobbyismus der kroatischen Regierungspartei Hrvatska demokratska zajednica (HDZ), also der Schwesterpartei von Hrvatska demokratska zajednica Bosne i Hercegovine (HDZ BiH), wovon HDZ BiH von der Wahlreform Schmidts profitierte.
Der Politikanalyst und ehemaliger Energieminister der FBiH Reuf Bajrović wirft dem Wahlrechtsreformer Schmidt „[…] mangelnde Kenntnis über die politischen Verhältnisse des Landes […]“ und augenscheinlichen Islamophobie vor. Durch die Wahlrechtsreform Schmidts am Wahltag wäre die HDZ BiH vor der Wahl der Verlierer gewesen, nach der Reform gewannen die kroatischen Nationalisten mehr an Machtfaktor, womit ohne sie jetzt keine Regierungsbildung möglich wär. Weiter kritisierte der Politikanalyst Bajrović, Schmidt beziehe sich bei seiner Wahlrechtsreform auf die Volkszählung von 2013 für die Vertreteranzahl der föderativen Kantone. Damit verstoße Schmidt gegen das Dayton-Friedensabkommen und müsse sich auf die Volkszählung von 1991 beziehen, womit die ethnischen Säuberungen der Armee der bosnischen Kroaten (Hrvatsko vijeće obrane) während des Bosnienkriegs (1993–1995) nicht gefestigt werden sollten. Im Vergleich bezieht sich Schmidts Wahlrechtsreform bei der Ministerposten-Verteilung auf die Volkszählung von 1991, womit erneut die bosnischen Kroaten bzw. HDZ BiH profitiert.
Der Rechts-/Politikwissenschaftler Joseph Marko kritisierte Schmidts Wahlrechtsreform am Wahltag und vergleicht es mit Gerrymandering, also die Manipulation von Wahlkreisen, um gewissen Parteien den Sieg im Wahlkreis zu sichern. Auch der Politikwissenschaftler Marko ist der Meinung die Vertreteranzahl der föderativen Kantone auf die Volkszählung von 2013 zu beziehen ein rechtlicher Verstoß vorliege.
Die Politikwissenschaftlerin Marion Kraske der Heinrich-Böll-Stiftung umschreibt Schmidt als „[…] einen willfährigen Implementierer [des kroatischen Nationalismus] gefunden hat […]“. Er „[…] gilt weder[,] als Balkankenner noch ist er aufgrund seiner evidenten Nähe zur politischen Führung in Kroatien als neutraler Akteur anzusehen […]  wie ein Fremdkörper mit kolonialistischen Anwandlungen […]“. Weiteres wird die Wahlreform Schmidts als „[…] Wahlrechtsmanipulation […]“ bezeichnet und er sei eine Fehlbesetzung für das Amt des Hohen Repräsentanten für Bosnien und Herzegowina. Gemäß dem Politikwissenschaftler Jasmin Mujanovic vollzog Schmidt mit seiner Reform weitere „Ethnisierung ('Gerrymandering') des bosnischen Wahlsystems“. Das Handeln von Schmidt kam einem „illiberalen Putschversuch“ gleich.
Staaten(verbund) und Nichtregierungsorganisationen
Die Delegation der Europäischen Union hatte ihre Bedenken beim Vorgehen von Schmidt, aber die Botschafter der Vereinigten Staaten und des Vereinigten Königreiches befürworteten die Wahlrechtsänderung.
Die internationale Nichtregierungsorganisation Transparency International fasste Schmidts Intervention als Vertiefung der politischen Krise von Bosnien und Herzegowina zusammen. Die Gesellschaft für bedrohte Völker fordern im März 2023 die Absetzung von Schmidt, wenn er sich nicht ändert. Schmidt unterstütze nicht die Demokraten, sondern „gefährliche Nationalisten“. Die Wahlreform fiel zugunsten gewisser kroatischen Parteien, für sie Schmidt bei der Reform einsetzte.
Verfassungsrechtler
Der Verfassungsrechtler Zlatan Begić der Universität Tuzla kritisiert die Wahlrechtsreform Schmidts am Wahltag. Schmidt soll „als Hoher Repräsentant abdank[en]“ und „[s]eine Entscheidung ist eine Schande, weil sie ein Apartheidsystem einführt“. Schmidt missbraucht sein Amt und missachte jedweder Normen und Standards der Europäischen Union.
Gemäß den Verfassungsrechtler Benjamin Nurkić und Faris Hasanović der Universität Tuzla hat Schmidt mit seinen Entscheidungen eine „ethnic stabilitocracy“ (deutsch ethnische Stabilokratie) gefestigt, es beinhaltet immer noch politische Sperrmechanismen und begünstigt ethnische Parteien. Der Zeitpunkt der Erlassungen der Reformen am Wahltag ist höchst umstritten und scheint manipulativ. Bei seiner Wahlreformen bezog er sich auf verschiedene Volkszählungen aus verschiedenen Zeiten, darin beabsichtigte er bestimmte ethnische Interessen zu befriedigen. Außerdem verstoße Schmidts Reform gegen den Anhang 7 des Dayton-Friedensabkommens.
Gemäß dem Verfassungsrechtler Jens Woelk der Universität Trient lässt Schmidt „professionelle Äquidistanz“ vermissen. Mit seiner Wahlrechtsreform trug er HDZ BiH zu einer gewissen Machtposition bei und ignorierte dabei die Rechtsprechungen des EGMR zu der Diskriminierung von Juden, Roma und Bürgern.
Der Verfassungsrechtler Nedim Ademović bewertete Schmidts Handlungen; er habe die Stellung von ethnonationalen Parteien weiter gestärkt und der Änderungszeitpunkt „[…] schlecht gewählt […] und sendet ein fatales Signal an die Menschen im Land. Vor allem aber ist die Entscheidung rechtlich problematisch […]“.

### Verharmlosung von Wahlfälschung
Gemäß der Politikwissenschaftlerin Tanja Topic (Friedrich-Ebert-Stiftung) gab es bei den Wahlen 2022 in der Republika Srpska der Entität von Bosnien und Herzegowina dokumentierte massive Wahlfälschung und gemäß den Wahlbeobachtern gab es keine endgültige Nachzählung. Dafür wurde Schmidt unter anderem von den Politikwissenschaftlerinnen Tanja Topic und Marion Kraske kritisiert, weil er als Hoher Repräsentant für Bosnien und Herzegowina die Wahlfälschung verharmloste und den Wahl-Verlierern erklärte, die Wahl akzeptieren zu müssen. Dadurch wurde die Wahlfälschung gemäß der Politikwissenschaftlerin Topic von Schmidt de facto legitimiert.

### Kontroverse diplomatischer Fehltritte
Schmidt zeigte sich mit rechten bis rechtsextremen Kroaten in den 2020ern vor der Flagge des illegalen Parastaates der Kroatischen Republik Herceg-Bosna des Bosnienkrieges, weshalb seine Neutralität als Hoher Repräsentant für Bosnien und Herzegowina angezweifelt wird.
Im März 2023 sprach Schmidt im Budapester Balkanforum über den Völkermord von Srebrenica und umschrieb es als „genocide-style situation“ in Srebrenica (deutsch völkermordähnlichen Situation in Srebrenica). Der Politikwissenschaftler Vedran Džihić kritisierte Schmidts Sprache: „Das internationale Völkerrecht kennt keine Phrase von einer ‚genocide-style‘ Situation. Die Urteile der internationalen Gerichte sind in Bezug auf Srebrenica eindeutig, es war ein Genozid. Dass der Hohe Repräsentant in Bosnien und Herzegowina, Christian Schmidt, nun in Budapest die Ereignisse in Srebrenica als eine ‚genocide-style situation‘ beschreibt, ist in mildester Interpretation eine schwere rhetorische Entgleisung“. „Diese […] Aussage [von Schmidt] reiht sich in ein in eine Kette von fragwürdigen politischen Entscheidungen, einer deutlich sichtbaren politischen Voreingenommenheit des Hohen Repräsentanten und von rhetorischen Ausfällen, die insgesamt das Amt des Hohen Repräsentanten und das Ansehen der internationalen Gemeinschaft beschädigt. Aus [der] Sicht [von Džihić] hat Christian Schmidt sein politisches Kapital in Bosnien verbraucht und ist rücktrittsreif.“ Darauf reagierte das Amt des Hohen Repräsentanten: „[…] Wir werden Fehlinterpretationen nicht kommentieren […]“.

### Folgen
Gegen die Wahlreform Schmidts reichte der bosnische Politiker Željko Komšić der multiethnischen Demokratska fronta BH unmittelbar eine verfassungsrechtliche Überprüfung ein. Im Februar 2023 forderte eine Gruppe bestehend aus ehemaligen Verwaltungsmitarbeitern des Hohen Repräsentanten, früheren Diplomaten und Balkanexperten beim deutschen Auswärtigen Amt nach Schmidts Verhalten bzw. seiner Instrumentalisierung dessen Absetzung. Des Weiteren warf sie ihm vor, dem bosnischen Friedensprozess und dem Ansehen der Bundesrepublik Deutschland „nachhaltigen Schaden“ zuzufügen.

## Persönliches
Christian Schmidt ist drittes und jüngstes Kind einer Bäckerfamilie. Seit 1989 ist er mit der promovierten Literaturwissenschaftlerin und Werbetexterin Ria Schmidt (geb. Hess) verheiratet. Die beiden haben zwei Töchter.

## Auszeichnungen und Ehrungen

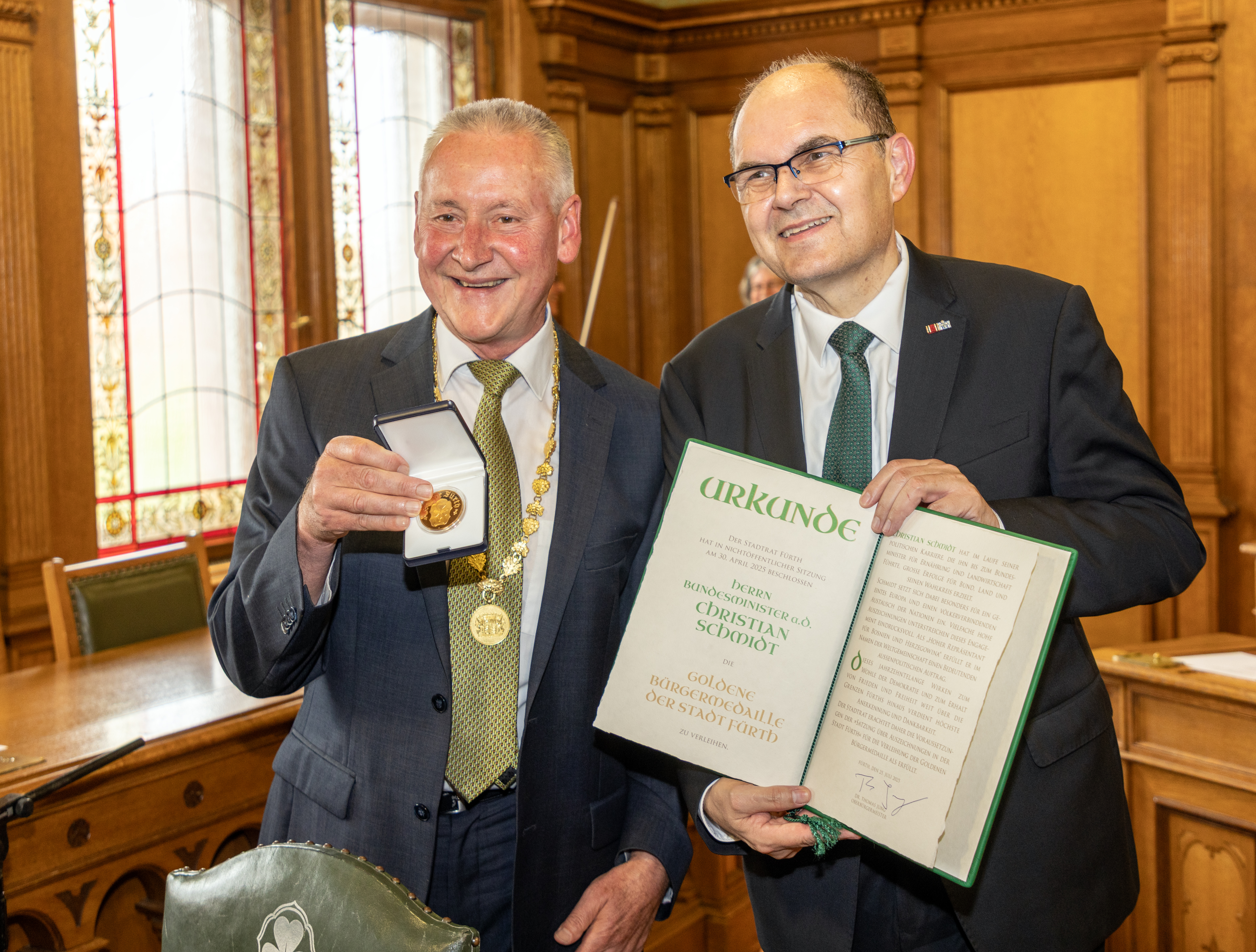
Verleihung der Goldenen Bürgermedaille der Stadt Fürth, Juli 2025

- 2004: Kommandeur des lettischen Drei-Sterne-Ordens
- 2005: Orden für Verdienste um Litauen (Kommandeurskreuz)
- 2005: Verdienstorden der Bundesrepublik Deutschland (Verdienstkreuz am Bande)
- 2006: Orden für Verdienste um Litauen (Kommandeursklasse am großen Band)
- 2007: Bayerischer Verdienstorden
- 2008: „Alfred-Dreyfus-Preis“ für besondere Verdienste um das deutsch-jüdische Verhältnis in der Bundeswehr[59]
- 2012: „Honourable Accolade (of first degree) for National Defence“, Ungarn
- 2016: Großes Goldenes Ehrenzeichen am Bande für Verdienste um die Republik Österreich
- 2020: Ante-Starčević-Orden. Der Orden wird an Menschen für ihren Beitrag zur Entwicklung des kroatischen Staates verliehen.[60][42]
- 2023: Europäischer Karlspreis der Sudetendeutschen Landsmannschaft[61]
- 2025: Goldene Bürgermedaille der Stadt Fürth

## Mitgliedschaften
Christian Schmidt ist Präsident der Deutschen Atlantischen Gesellschaft e. V. und Mitglied der Gesellschaft für Christlich-Jüdische Zusammenarbeit.
Er sitzt im Aufsichtsrat des Zentrums für Internationale Friedenseinsätze gemeinnützige GmbH (ZIF), im Stiftungsrat der Bundesstiftung zur Aufarbeitung der SED-Diktatur, im Kuratorium der Gesellschaft für Wehr- und Sicherheitspolitik e. V. und im Beirat des American Jewish Committee e. V. Schmidt ist ehrenamtliches Mitglied des Vorstandes der humanitären Hilfsorganisation Help – Hilfe zur Selbsthilfe e. V. Als Parlamentarischer Staatssekretär war Schmidt zudem Mitglied im Stiftungsrat der Deutschen Stiftung Friedensforschung.
Bei der in Frankfurt am Main ansässigen Landwirtschaftlichen Rentenbank ist Schmidt im Verwaltungsrat als stellvertretender Vorsitzender tätig.
Seit 2013 ist Christian Schmidt deutscher Beiratsvorsitzender des Deutsch-Tschechischen Gesprächsforums.
Schmidt ist Mitglied der überparteilichen Europa-Union Deutschland, die sich für ein föderales Europa und den europäischen Einigungsprozess einsetzt.
Er ist Ehrenvorsitzender des Evangelischen Arbeitskreises in der CSU.
Seit 2019 ist er zudem Mitglied des Aufsichtsrats der Deutschen Bahn AG und seit August 2021 Hoher Repräsentant für Bosnien und Herzegowina.
Vom April 2019 bis Dezember 2020 war Schmidt Mitglied der von der Bundesregierung eingesetzten Kommission „30 Jahre Friedliche Revolution und Deutsche Einheit“.
Seit 2019 ist Schmidt Vorsitzender des Stiftungsrates der Deutschen Stiftung Eigentum.
Bei der Augustana-Hochschule in Neuendettelsau ist Schmidt seit 2013 Mitglied im Kuratorium.
Seit 2018 ist Schmidt stellvertretender Vorsitzender bei der Hanns-Seidel-Stiftung.